# Oleg Petrovich Chuzhda
Oleg Petrovitch Chuzhda (en ukrainien : Олег Петрович Чужда), né le 23 juillet 1963 à Kiev en Ukraine, alors en URSS, est un coureur cycliste soviétique et ukrainien. Après avoir brillé chez les juniors puis chez les amateurs, il passe professionnel en 1990.

## Biographie
Oleg Petrovitch Chuzhda a été un coureur précoce. En 1981 il se classe deuxième du championnat du monde juniors. L'année suivante il est membre de l'équipe soviétique formée pour le championnat du monde des 100 km par équipes. 3e en 1982, l'équipe triomphe en 1983.
Oleg Petrovitch Chuzhda est le père de Oleh Chuzhda, coureur cycliste ukrainien.

## Palmarès
- 1980
  -  Champion du monde contre-la-montre par équipes juniors (avec Viktor Demidenko, Sergueï Voronine et Sergei Tschapk)
  - 2e du Giro della Lunigiana
- 1981
  - Giro della Lunigiana
  -  2e du championnat du monde sur route juniors
  - 3e du Tour de l'URSS
- 1982
  -  Champion d'URSS du contre-la-montre par équipes
  - 2e étape de la Milk Race
  -  3e du championnat du monde des 100 km contre-la-montre par équipes avec l'équipe d'URSS
  - 3e de la Milk Race[2]
- 1983
  -  Champion du monde des 100 km contre la montre par équipes avec l'équipe de l'URSS (Youri Kachirine, Sergueï Navolokine, Alexandre Zinoviev)
  - Tour de Navarre
  - 2e de la Course de la Paix
  - 3e du Ruban granitier breton
- 1984
  - Milk Race : 
    - Classement général
    - 5ea, 5eb (contre-la-montre) et 12e étapes[3]
- 1985
  - 7eb étape du Milk Race
- 1986
  - Tour de Sotchi :
    - Classement général
    - 3e et 4e étapes
- 1987
  - Memorial Colonel Skopenko
- 1991
  - 2e du Mémorial Manuel Galera
- 1992
  - 1re étape du Tour de l'Alentejo
  - 2e du Tour de l'Alentejo
  - 3e du championnat d'Ukraine de cyclisme sur route
- 1993
  - 3e du GP Llodio
- 1994
  - 3e du trophée Calviá

## Distinction
1983 : Maître des sports émérite (cyclisme) de l'Union soviétique